# 인체골격

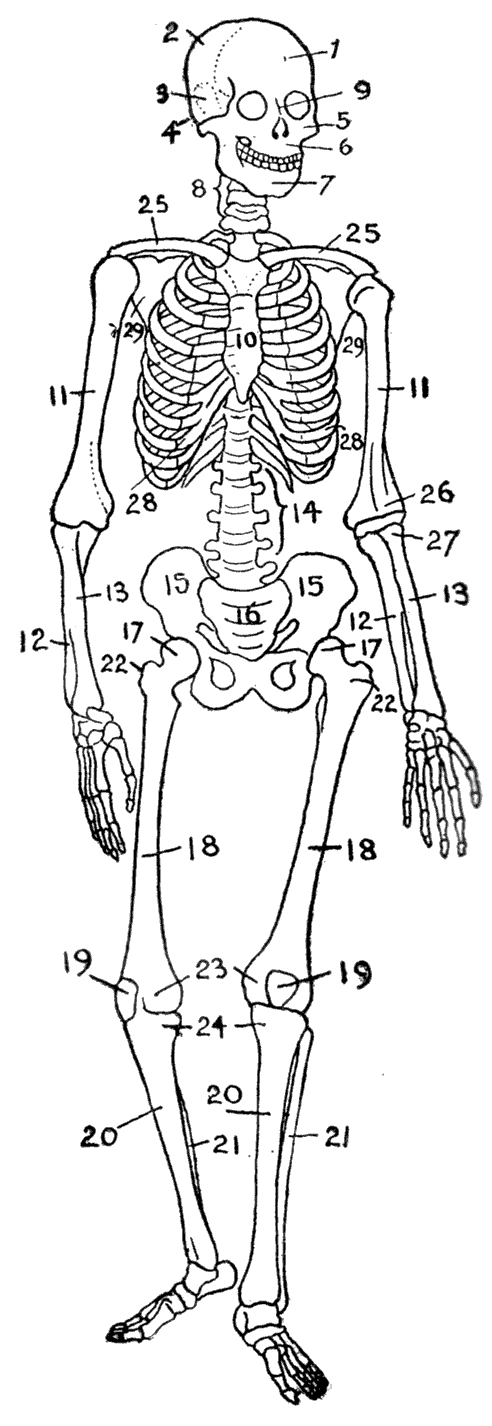
인체골격
1이마뼈
2마루뼈
3관자뼈
4뒤통수뼈
5관자뼈
6위턱뼈
7아래턱뼈
8목뼈
9코뼈
10복장뼈
11위팔뼈(상완골)
12자뼈(척골)
13노뼈(요골)
14허리뼈
15볼기뼈
16엉치뼈
17넙다리뼈 머리
18넙다리뼈(대퇴골)
19무릎뼈
20정강뼈(경골)
21종아리뼈(비골)
22넙다리뼈 큰돌기
23넙다리뼈 관절융기
24 정강뼈 관절융기
25빗장뼈(쇄골)
26위팔뼈 관절융기
27노뼈 관절융기
28갈비뼈
29어깨뼈

인체골격(人體骨骼)은 뼈로 구성되며 몇몇의 뼈는 서로 관절하며 인대, 힘줄, 근육, 연골로 골격을 지탱하며 보충한다.
일생 동안에 골격의 구성은 바뀐다. 잉태 기간의 초기 태아는 단단한 골격을 가지지 않으며, 자궁에서 9개월 동안 자라면서 뼈는 형성된다. 아기가 태어났을 때 성인보다 많은 뼈를 가지고 있다. 평균적으로 성인은 206개의 뼈를 가지고 있다(개개인마다 차이는 존재한다.). 하지만 아기는 대략 270개의 뼈를 가지고 태어난다. 뼈 개수의 차이는 성장 중에 서로 융합하기 때문이다. 이 개수는 머리뼈 및 척추등 모든 인체의 뼈를 포함하는 숫자이다. 척추의 아래쪽에 위치하는 뼈는 엉치뼈와 꼬리뼈로 이루어져 있으며, 태생시에는 나누어 있다가 자라면서  몇몇개로 융합하여  단단한 구조를 이룬다.
가운데귀(중이)에 있는 6개의 뼈(한 쪽에 각각 3개씩)는 그들끼리만 관절한다. 그리고 목뿔뼈는 어떤 뼈와도 만나지 않는다.
가장 큰 뼈는 넙다리뼈(대퇴골)이며 가장 작은 뼈는 가운데귀(중이)에 있는 등자뼈이다.
KMLE 의학검색엔진에서 "대한의협 의학용어 사전"과 "대한해부학회 의학용어 사전"을 검색할 수 있다.

## 기능
골격의 기능은 몸을 지지할 뿐만이 아니라, 혈액형성작용(조혈작용)을 한다. 혈액 세포의 생성은 골수에서 생성된다(이것이 골수암이 치명적인 병인 이유다). 중요 장기를 보호하기 위해서 필요하며 이동 및 지지를 위해 근육을 필요로 한다.

## 형태
뼈가 골격으로서 갖는 기능들은 그 형태에서 잘 보여준다.  이처럼  뼈의 형태들은 그 뼈의 골격상의 기능을 설명하는데 주요하다. 뼈들은 인체골격상 주위의 연관된 뼈들 뿐만 아니라 주변의 근육등과도 밀접한 연관성을 갖는다.

## 성별간 차이점
남자와 여자의 골격 간에는 많은 차이가 있고, 어떤 것들은 두드러진다. 남자는 다소 두껍고 긴 사지와 손발가락을 가지고 있는 반면에 여자는 신체 크기에 비해 큰 골반뼈를 가지고 있는 경향이 있다. 여자는 좁은 가슴우리(흉곽)와 작은 이, 작은 아래턱뼈를 가지는 경향이 있다.
한편 법의인류학의 경우에서 임신후 산후를 겪은 뼈의 특징이 확인 가능하다.

## 연령별 차이점
잉태 기간의 초기 태아는 단단한 골격을 가지지 않으며, 자궁에서 9개월 동안 자라면서 뼈가 형성되고 아기가 태어났을 때 성인보다 많은 뼈를 가지고 있는 특징들은 뼈들이 각각의 연령대에서 차이점을 보여준다고 할 수 있다.

## 골격의 성장
골격상의 뼈들은 태아때부터 인체의 기능이 정지하는 순간까지 계속해서 성장 또는 생장한다고 볼 수 있는데 특별한 경우로는 뼈의 골절후 재생접합된 경우와 같은 외상후 뼈의 상태가 있다. 또한 상황에 따른 무리한 뼈와관절의 지속적인 사용에 따른 뼈와 관절부위의 변형된 특징들의 경우도 있다.
한편 뼈는 특히 전족의 경우처럼 유년시절이나 성인 전의 성장기에서 학대나 외압에 의해 손상된 형태(골격상 그 뼈의 기능을 온전히 수행하지 못할 정도)나 또는 흔적 또는 외부요인의 정보들을 보존한다.< 이를 볼프의 법칙 (Wolf's law)라고 한다.

## 같이 보기
- 인체 뼈 목록
- 인체 근육 목록
- 인체 혈관
- 해부학 용어
- KMLE (의학검색엔진)